# 샤울랴이구

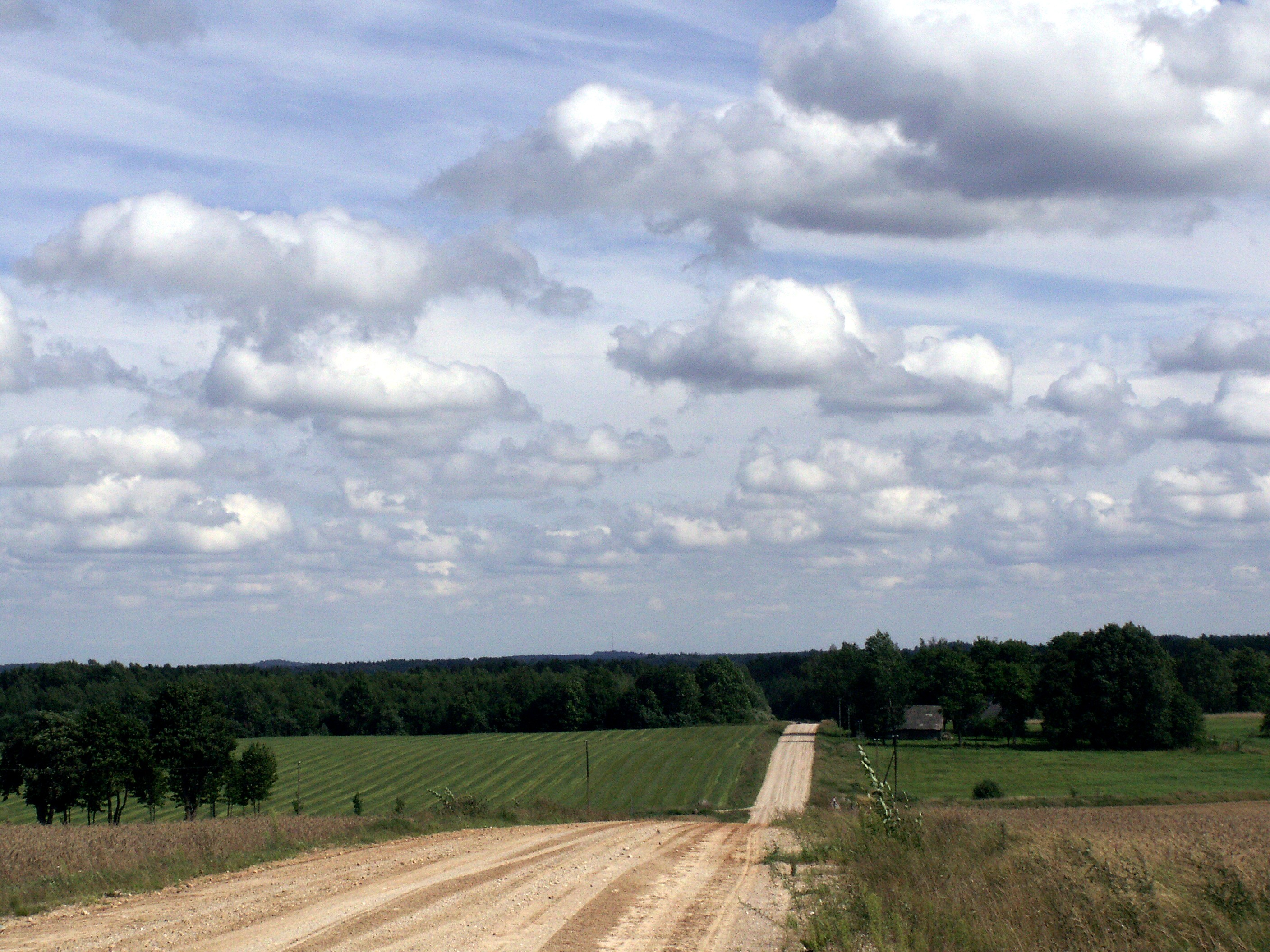
샤울랴이구 시르미냐이 마을 인근의 모습

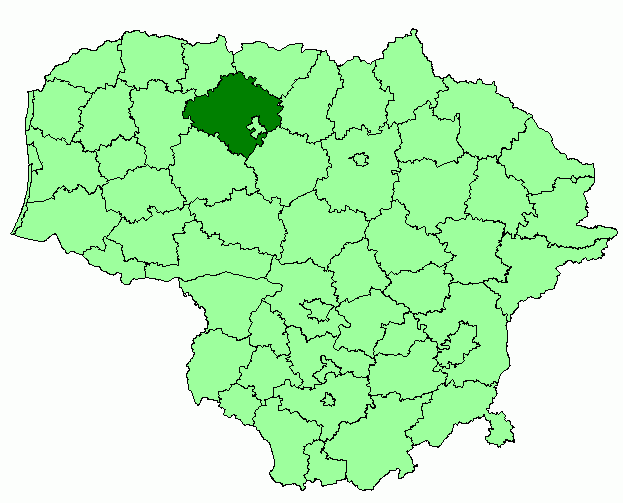
샤울랴이구의 위치

샤울랴이구(리투아니아어: Šiaulių rajono savivaldybė)는 리투아니아 샤울랴이주를 구성하는 7개 지방 자치체 가운데 하나로 행정 중심지는 샤울랴이이며 면적은 1,807km2, 인구는 41,767명(2015년 기준), 인구 밀도는 23.1명/km2이다. 이름과는 달리 샤울랴이는 별도의 지방 자치체로 존재하며 11개 장로구를 관할한다. 샤울랴이주 아크메네구, 요니슈키스구, 파크루오이스구, 샤울랴이시, 라드빌리슈키스구, 켈메구, 텔샤이주 텔샤이구와 접한다.

지방 자치체 문장